# Comuna de Korytnica
Korytnica (polaco: Gmina Korytnica) é uma gminy (comuna) na Polónia, na voivodia de Mazóvia e no condado de Węgrowski. A sede do condado é a cidade de Korytnica.
De acordo com os censos de 2004, a comuna tem 6828 habitantes, com uma densidade 37,8 hab/km².

## Área
Estende-se por uma área de 180,54 km², incluindo:
- área agricola: 78%
- área florestal: 14%

## Demografia
Dados de 30 de Junho 2004:
|                      | Total   | Total | Mulheres | Mulheres | Homens  | Homens |
| -------------------- | ------- | ----- | -------- | -------- | ------- | ------ |
|                      | pessoas | %     | pessoas  | %        | pessoas | %      |
| População            | 6828    | 100   | 3258     | 47,7     | 3570    | 52,3   |
| Densidade (pop./km²) | 37,8    | 100   | 18       | 18       | 19,8    | 19,8   |

De acordo com dados de 2002, o rendimento médio per capita ascendia a 1211,84 zł.

## Subdivisões
- Adampol, Bednarze, Chmielew, Czaple, Dąbrowa, Decie, Górki Borze, Górki Grubaki, Górki Średnie, Jaczew, Jugi, Kąty, Komory, Korytnica, Kruszew, Kupce, Leśniki, Lipniki, Maksymilianów, Nojszew, Nowy Świętochów, Paplin, Pniewnik, Połazie Świętochowskie, Rabiany, Rąbież, Roguszyn, Rowiska, Sekłak, Sewerynów, Stary Świętochów, Szczurów, Trawy, Turna, Wielądki, Wola Korytnicka, Wypychy, Zakrzew, Zalesie, Żabokliki, Żelazów.

## Comunas vizinhas
- Dobre, Jadów, Liw, Łochów, Stoczek, Strachówka, Wierzbno